# Войцеховиці (Нижньосілезьке воєводство)
Войцеховиці (пол. Wojciechowice) — село в Польщі, у гміні Клодзко Клодзького повіту Нижньосілезького воєводства.
Населення — 600 осіб (2011).
У 1975-1998 роках село належало до Валбжиського воєводства.

## Демографія
Демографічна структура станом на 31 березня 2011 року:
|          | Загалом | Допрацездатний вік | Працездатний вік | Постпрацездатний вік |
| -------- | ------- | ------------------ | ---------------- | -------------------- |
| Чоловіки | 294     | 58                 | 209              | 27                   |
| Жінки    | 306     | 55                 | 178              | 73                   |
| Разом    | 600     | 113                | 387              | 100                  |